# چشم عقاب (فیلم ۱۳۷۷)
چشم عقاب فیلمی به کارگردانی شفیع آقا محمدیان، نویسندگی علی‌اصغر دهقی و تهیه‌کنندگی  سید کمال طباطبایی محصول سال ۱۳۷۷ است.

## خلاصه فیلم
گرگیج، سردسته گروهی از قاچاقچیان مواد مخدر، پس از کشتن برادر فرمانده پاسگاه منطقه‌ای در سیستان و بلوچستان که یک سرگرد نیروی انتظامی است، دستور قتل همسر یکی از زیردستانش به نام زابلی را نیز به دلیل امتناع از حمل اسلحه قاچاق صادر می‌کند. سرگرد که زابلی را قاتل برادر خود می‌پندارد، او را به زندان می‌فرستد و در انتظار اعدامش لحظه شماری می‌کند. در این حال، سرگرد در کمال تعجب دستور همکاری با زابلی برای نابود کردن گرگیج را دریافت می‌کند.

## بازیگران
- فرامرز قریبیان
- جمشید هاشم‌پور
- اکبر عبدی
- رضا صفایی‌پور
- شهلا ریاحی
- جلال پیشواییان
- اتابک نادری